# Professor T.
Professor T. ist eine deutsche Fernsehserie, die von 2017 bis 2020 von der Rowboat Film- und Fernsehproduktion für das ZDF produziert wurde. In der Hauptrolle als Professor T. ist Matthias Matschke zu sehen.
Professor T. ist eine Adaption der gleichnamigen Serie aus dem flämischen Belgien, die seit 2015 und mit bislang 39 Folgen auf dem belgischen TV-Sender Eén läuft. Als beste ausländische fiktionale Serie wurde sie auf dem „Festival de la fiction TV de La Rochelle“ mit dem Jurypreis ausgezeichnet.
Die erste Staffel der deutschen Adaption wurde mit den deutschen Darstellern in den originalen Kulissen in Antwerpen gedreht. Sie umfasst vier Staffeln mit jeweils vier Episoden. Die letzte Staffel wurde im Mai und Juni 2020 ausgestrahlt.
Die Fernsehserie wurde auch auf Französisch adaptiert mit Mathieu Bisson als Prof T. Es wurde eine Staffel mit sechs Folgen gedreht, die 2016 im wallonischen Belgien auf RTBF La Une und 2018 auf TF1 in Frankreich ausgestrahlt wurde.
In der britischen Version, die erstmals 2021 auf ITV ausgestrahlt wurde, spielt Ben Miller den Professor für Kriminalforensik.
Weitere Adaptionen in den USA, Italien und Dänemark sind in Planung.

## Handlung
Professor Jasper Thalheim, auch bekannt als „Professor T.“, ist Dozent der Kriminologie und Kriminalpsychologie an der Universität Köln. Unter Fachleuten genießt er hohes Ansehen, verfügt jedoch nur über eine geringe Sozialkompetenz und äußert unverblümt seine Meinung, was die Menschen in seinem Umfeld verärgert. Außerdem leidet er unter seinem übertriebenen Reinlichkeitszwang und hat Angst vor Keimen. Er ist bekannt dafür, dass er oft blaue Handschuhe trägt. Seine ehemalige Studentin, die Kriminalkommissarin Anneliese Deckert, bittet ihn aufgrund seiner Fachkompetenz um Hilfe bei einem Fall. Daraufhin ist Professor T. als Berater der Kripo Köln tätig. Die Zusammenarbeit mit T ist jedoch wegen seiner Überheblichkeit und Besserwisserei kompliziert. Vor allem Hauptkommissar Rabe ist darüber erbost, dass T. seine Kompetenz anzweifelt und dadurch seine Autorität untergräbt. Professor T. sieht bei der Kripo Köln die Direktorin der Kriminalinspektion, Christina Fehrmann, wieder, mit der er einige Jahre zuvor liiert war.

## Hauptfiguren

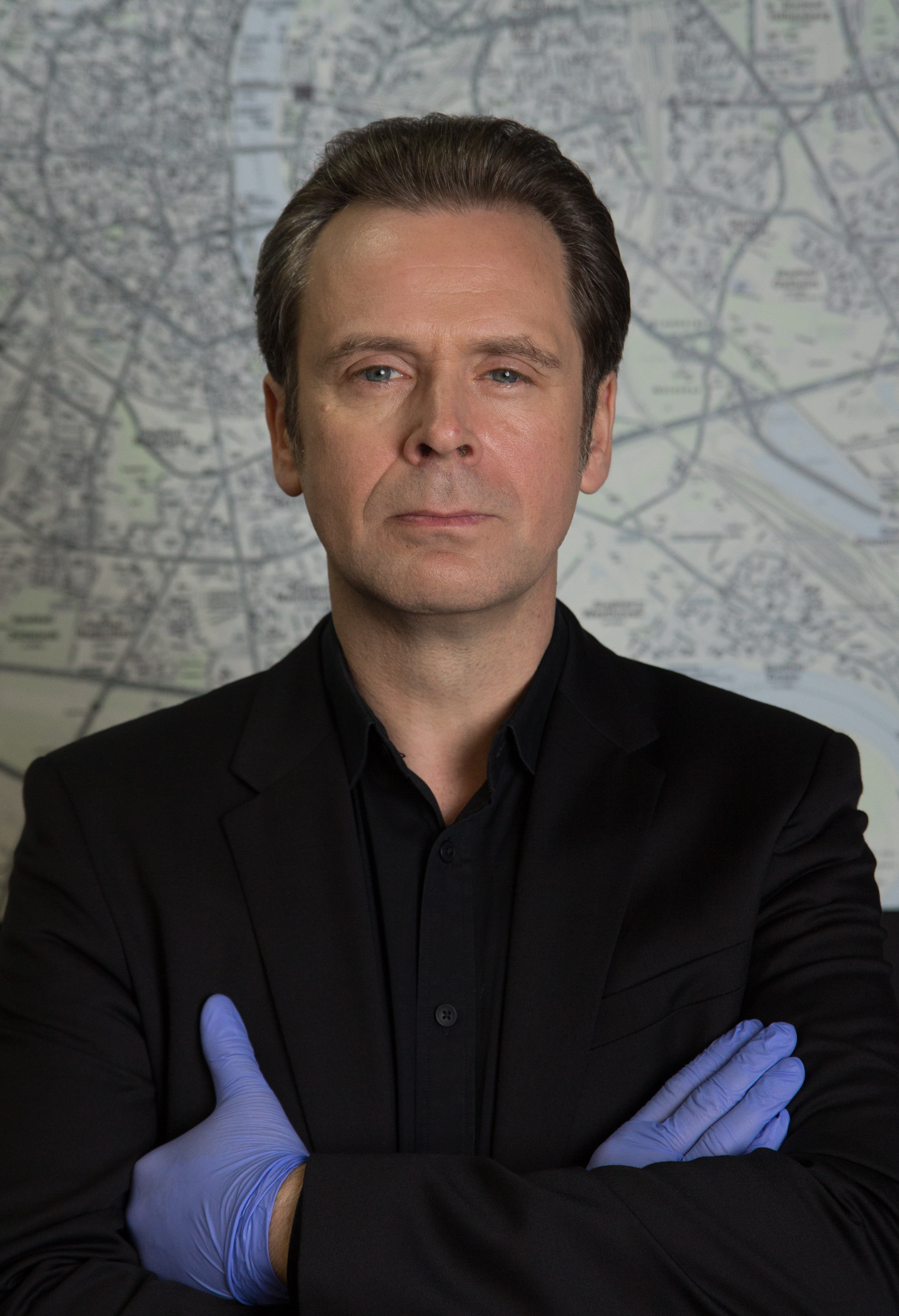
Professor T. (Matthias Matschke, 2017)
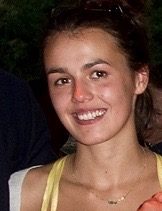
Anneliese Deckert (Lucie Heinze, 2014)
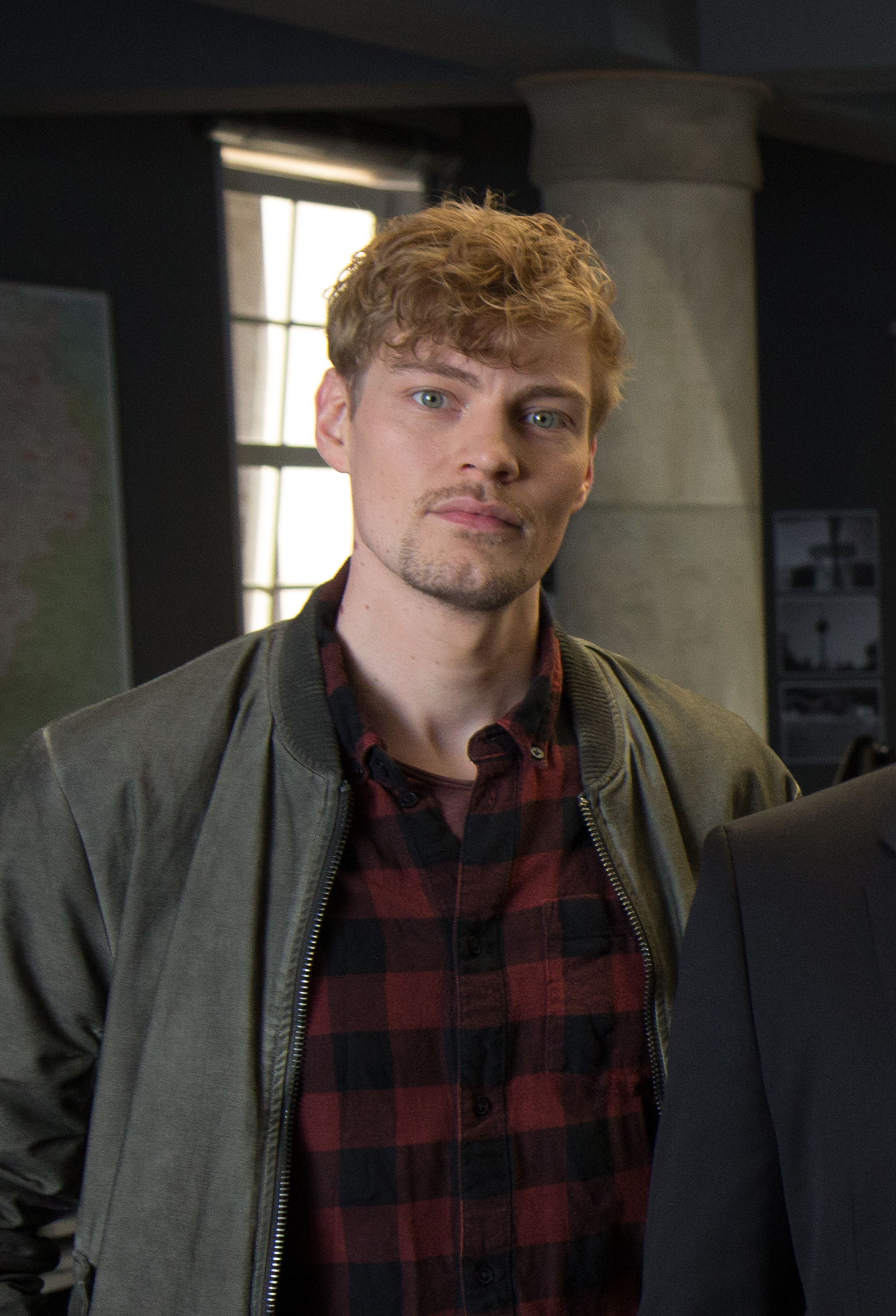
Daniel Winter (Helgi Schmid, 2017)
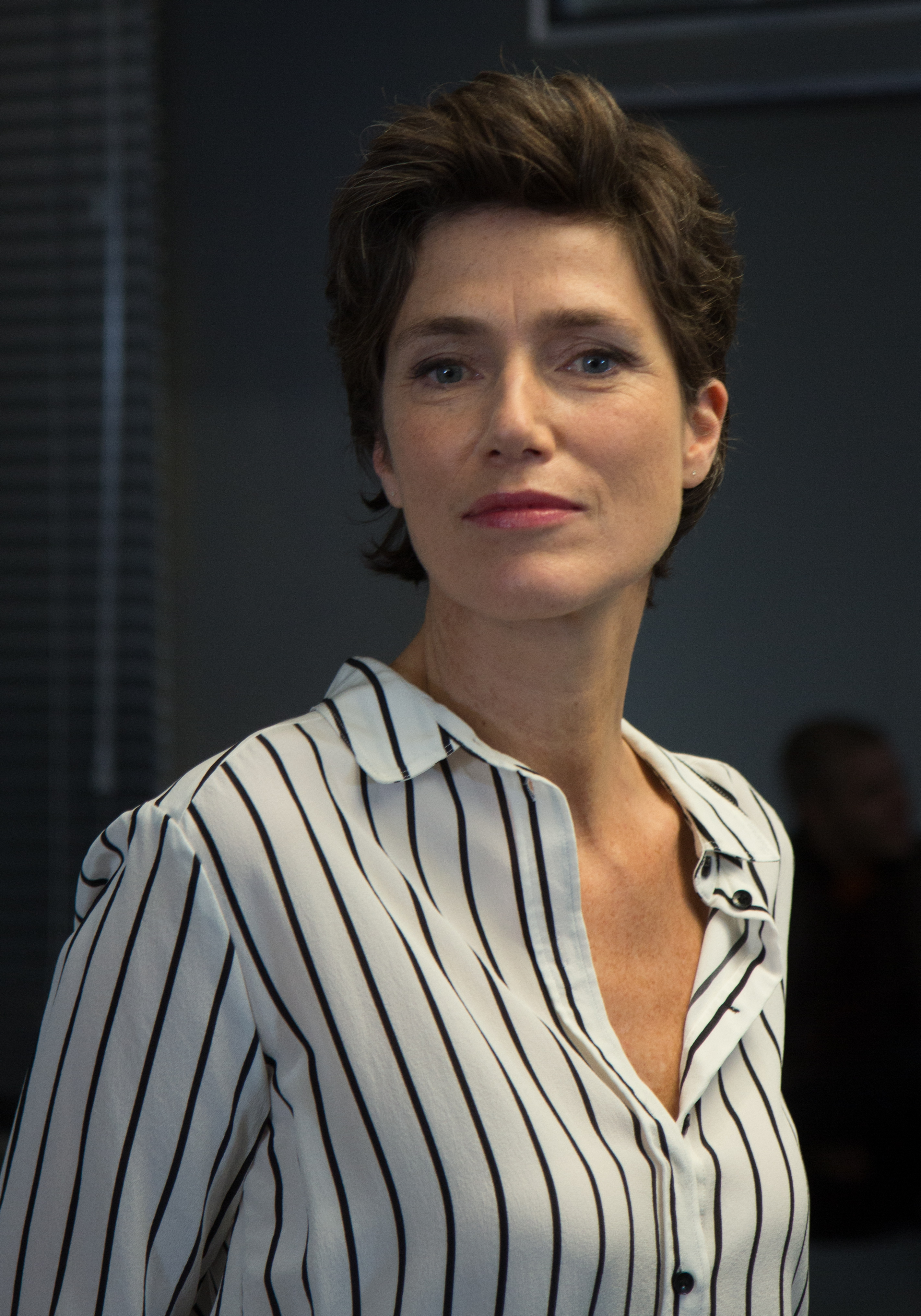
Christina Fehrmann (Julia Bremermann, 2017)
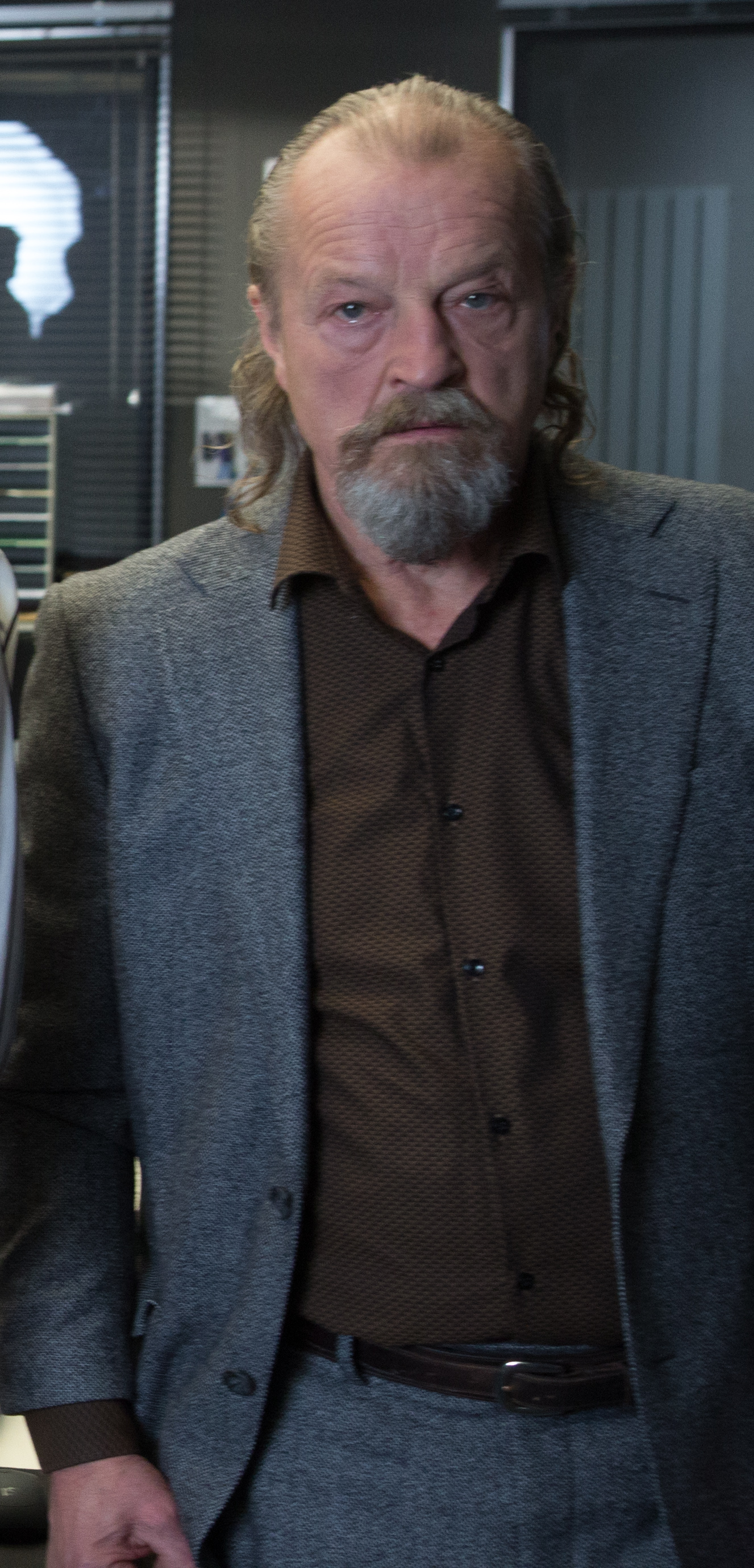
Paul Rabe (Paul Faßnacht, 2017)

### Professor Jasper Thalheim (Professor T.)
Professor Jasper Thalheim ist als Wissenschaftler in seinem Fachgebiet der Kriminalistik und Kriminalpsychologie angesehen, aber wegen fehlender Sozialkompetenz und seiner Besserwisserei unbeliebt. Außerdem leidet er unter Zwangsstörungen, die sich in übertriebener Hygiene und Angst vor Ansteckungen äußern. Darum trägt er fast immer blaue Hygienehandschuhe und hat stets Desinfektionsspray bei sich. Nachdem er seine ehemalige Studentin Anneliese und ihren Kollegen Daniel bei einem Fall unterstützt hat, wird er als Berater der Kripo Köln engagiert. Man muss ihn allerdings immer zur Mitarbeit motivieren, weil er nur Fälle übernimmt, die ihn persönlich interessieren. Bei der Kripo trifft er seine Exfreundin Christina Fehrmann, die Direktorin der Kriminalinspektion, wieder.
In der vierten Folge der vierten Staffel wird seine Freundin Christina Fehrmann ermordet. Nachdem Professor T. den Fall gelöst hat, überlässt er den Mörder den Kommissaren Winter und Lindbergh. Jedoch wird er von Christina Fehrmanns Mörder erschossen und stürzt vom Dach der Universität.

### Anneliese Deckert
Anneliese Deckert ist eine junge ehrgeizige Ermittlerin der Kripo Köln, die ihr Privatleben dem Beruf unterordnet. Nur für die Pflege ihres demenzkranken Vaters nimmt sie sich Zeit. Sie hält sich nicht immer an die Vorschriften, wenn sie einen Fall lösen möchte. Beispielsweise engagierte sie Professor T. ohne Wissen ihrer Vorgesetzten, damit er ihr bei der Aufklärung eines Kriminalfalles half.
Am Ende der vierten und letzten Folge der dritten Staffel Mörder folgt sie Zander in den Hafen und überrascht ihn, als er das von Reuter versteckte Kokain in Augenschein nimmt. Daraufhin erschießt Zander Anneliese Deckert. Die Folge endet an diesem Punkt, über die weiteren Ereignisse bleibt der Zuschauer im Unklaren.

### Daniel Winter
Daniel Winter ist Annelieses Teampartner. Er ist ausgeglichen und kann Annelieses Übereifer und ihre Sturheit immer rechtzeitig zügeln. Er hatte mit ihr einen One-Night-Stand, aber daraus ergab sich keine weitere Beziehung. Daniel Winter hält Professor T. für einen seltsamen Menschen und amüsiert sich über dessen Neurosen, ist aber auch von ihm fasziniert.

### Greta Lindbergh
In der vierten Staffel ersetzt Cornelia Ivancan als Greta Lindbergh die ermordete Kommissarin Anneliese Deckert.

### Christina Fehrmann
Christina Fehrmann ist als Kriminaldirektorin der Kripo Köln die Vorgesetzte von Anneliese Deckert, Daniel Winter und Paul Rabe. Sie hatte mit Professor T. eine Liebesbeziehung und hat bei der Kripo Köln öfter Konflikte mit ihm. Im Gegensatz zu Professor T. verfügt sie neben ihrer Fachkompetenz auch über soziale Kompetenz.
In den inhaltlich verknüpften dritten und vierten Folge kündigt sie wie Professor T. ihre Stelle. Am Ende der dritten Folge der vierten Staffel wird sie von jemandem herbestellt und zu Anfang der vierten Folge von demjenigen lebensgefährlich niedergeschossen und verstirbt anschließend im Krankenhaus.

### Paul Rabe
Hauptkommissar Rabe ist Teamleiter der Kriminalinspektion I. Er bevorzugt einen praktischen Ansatz und Teamarbeit bei der Lösung seiner Fälle. Daher mag er den Berater Professor T., der ein intellektueller Einzelgänger ist, nicht. Hauptkommissar Rabe verhält sich oft cholerisch. Zu Beginn der Serie entwickelt er aus Trauer um den Tod seiner Tochter bei einem Verkehrsunfall ein Alkoholproblem, sodass er bei den Ermittlungen nur eine geringe Hilfe ist. Kurzzeitig wird er daraufhin vom Dienst suspendiert. Regelmäßig stalkt er nachts Reuter, den Unfallgegner seiner Tochter, den er selbst als ihren Mörder bezeichnet. Am Ende der 2. Staffel wird er während einer schlecht vorbereiteten Festnahme von Reuter erschossen, er stirbt in Thalheims Armen.

### Simon Zander
Simon Zander besetzt mit Beginn der dritten Staffel die Stelle des verstorbenen Teamleiters Paul Rabe.

## Episodenliste

### Staffel 1
| Nr. (ges.) | Nr. (St.) | Originaltitel  | Erstausstrahlung | Regie       | Drehbuch                             | Zuschauer             |
| --- | --------- | -------------- | ---------------- | ----------- | ------------------------------------ | --------------------- |
| 1 | 1         | Die Rückkehr   | 4. Feb. 2017     | Thomas Jahn | Ben Braeunlich                       | 5,11 Mio. (17,2 % MA) |
| Kommissarin Anneliese Deckert und ihr Kollege Daniel Winter müssen einen Vergewaltigungsfall aufklären. Dieser Kriminalfall weist Parallelen zur Vergewaltigung von Deckerts Freundin während ihrer eigenen Studienzeit auf, die vor 10 Jahren geschah. Anneliese Deckert überzeugt ihren ehemaligen Professor für Kriminalistik und Kriminalpsychologie, Professor Jasper Thalheim, genannt „T“, ihr zu helfen, weil sie bei der Lösung des Falles nicht weiterkommt. |           |                |                  |             |                                      |                       |
| 2 | 2         | Die Abrechnung | 11. Feb. 2017    | Thomas Jahn | Ben Braeunlich, Georg Hartmann       | 4,68 Mio. (15,2 % MA) |
| Marc Leyendeckers Frau wird mit einem Küchenmesser ermordet. Der Fall scheint zunächst wie ein Raubmord auszusehen, entpuppt sich jedoch als Fall aus ihrem beruflichen Umfeld als Schulinspektorin. Anneliese und Daniel lassen sich wieder von Professor T. bei der Lösung des Falles unterstützen, der sich häufig mit Hauptkommissar Rabe streitet und ihn als Alkoholiker bloßstellt.                                                                             |           |                |                  |             |                                      |                       |
| 3 | 3         | Mord im Hotel  | 18. Feb. 2017    | Thomas Jahn | Ben Braeunlich, Burkhardt Wunderlich | 4,48 Mio. (15,0 % MA) |
| Der Düsseldorfer Schönheitschirurg Hendrik Maas wurde erschossen aufgefunden. Die verheiratete Jennifer Bell erhielt kostenlose Schönheits-OPs von ihm gegen sexuelle Handlungen. Ihr Ehemann gerät daraufhin in Verdacht. Obwohl Professor T. verboten wurde, weiter als Berater mitzuermitteln, hält er sich nicht daran. |           |                |                  |             |                                      |                       |
| 4 | 4         | Tamara         | 25. Feb. 2017    | Thomas Jahn | Ben Braeunlich                       | 4,55 Mio. (15,8 % MA) |
| Das Escort-Girl Tamara wird nach der vermeintlichen Einnahme von Schlaftabletten tot in ihrer Badewanne aufgefunden. Als nach der Obduktion keine Paltauf-Flecken entdeckt werden, die für einen Tod durch Ertrinken sprechen, wird in einem Mordfall ermittelt. Der Berater Professor T. wird verdächtigt, weil er die Ermordete persönlich kannte, und von den Ermittlungen ausgeschlossen, was ihn jedoch nicht von diesen abhält.                                  |           |                |                  |             |                                      |                       |

### Staffel 2
Von September bis November 2017 wurde die zweite Staffel mit vier Folgen von Professor T. in Köln gedreht. Die Ausstrahlung startet ab dem 4. Mai 2018 freitags um 20.15 Uhr im ZDF.
| Nr. (ges.) | Nr. (St.) | Originaltitel      | Erstausstrahlung | Regie       | Drehbuch                       | Zuschauer             |
| --- | --------- | ------------------ | ---------------- | ----------- | ------------------------------ | --------------------- |
| 5 | 1         | Maskenmord         | 4. Mai 2018      | Thomas Jahn | Christoph Mathieu, Thomas Jahn | 4,21 Mio. (15,1 % MA) |
| Durch den Ritualmord am Ehepaar Krämer steht die Karriere von Kriminaldirektorin Christina Fehrmann auf dem Spiel. Der Fall gleicht bis aufs Detail einem Mord von vor 15 Jahren. Damals leitete Christina die Ermittlungen und dank ihr kam es auch zu einer Verurteilung. Doch der vermeintliche Täter, der seitdem in der Psychiatrie sitzt, beteuert bis heute seine Unschuld. Hat Christina damals eine Fehlentscheidung getroffen? Sie wendet sich in ihrer Verzweiflung an Professor T. und bittet ihn um Hilfe bei der Aufklärung des Mordes. |           |                    |                  |             |                                |                       |
| 6 | 2         | Das verlorene Kind | 11. Mai 2018     | Thomas Jahn | Sebastian Heeg                 | 4,03 Mio. (14,8 % MA) |
| Max Thierse wurde in seinem eigenen Haus brutal zusammengeschlagen. Von seinem Sohn Tim fehlt seitdem jede Spur. Alles deutet auf eine Kindesentführung hin und für die Kommissare beginnt ein Rennen gegen die Zeit. Professor T.s Interesse an dem Fall wird geweckt, als er erfährt, dass Tim ein Autist ist. Während T Parallelen zu seiner eigenen Kindheit entdeckt, bleiben ihm die Abgründe der Familie Thierse keine Sekunde verborgen. |           |                    |                  |             |                                |                       |
| 7 | 3         | Blutlinie          | 18. Mai 2018     | Thomas Jahn | Christoph Mathieu              | 3,69 Mio. (13,5 % MA) |
| Der exzentrische Brauereibesitzer Lothar Pilhau inszenierte seinen eigenen Tod auf perfide Weise und blieb danach verschwunden. Doch schon kurz darauf wird er erhängt aufgefunden. Die Kommissare und T treffen auf eine Familie, bei der hinter dem Abziehbild der glücklichen Familie eine dunkle Seite zum Vorschein kommt. Der letzte Clou von Pilhau – das Hinterlassen einer bankrotten Firma – befeuerte den Hass der Familie auf ihr Oberhaupt nur noch mehr. Doch wer wusste von Pilhaus Versteck und ermordete ihn kaltblütig? Dank einer unfreiwilligen Nacht im Fahrstuhl zusammen mit der ebenfalls festsitzenden Psychologin Josephine kommt Professor T. dem Täter auf die Spur. |           |                    |                  |             |                                |                       |
| 8 | 4         | Rache              | 25. Mai 2018     | Thomas Jahn | Thomas Jahn, Christoph Mathieu | 3,26 Mio. (13,4 % MA) |
| Hauptkommissar Rabe gerät ins Visier der Ermittlungen in einem Mordfall, bei dem eine Frau und ein Mann auf offener Straße erschossen wurden. Rabe wird verdächtigt sich an dem Todesraser, der seine Tochter überfahren hat, gerächt und dabei die zwei Unschuldigen erschossen zu haben. In seiner Verzweiflung wendet sich Rabe an seinen Erzfeind Professor T.. Doch auch Christina bittet den Professor um Hilfe, um den Verdacht gegen Rabe zu bestätigen. |           |                    |                  |             |                                |                       |

### Staffel 3
Ende August 2018 gab das ZDF die Verlängerung um eine dritte Staffel mit 4 Episoden bekannt.
Die 3. Staffel wurde ab dem 5. März 2019 in SRF 1 und ab dem 8. März 2019 im ZDF ausgestrahlt und ist seit dem 1. März 2019 in der ZDFmediathek abrufbar.
| Nr. (ges.) | Nr. (St.) | Originaltitel     | Erstausstrahlung | Regie       | Drehbuch    | Zuschauer             |
| --- | --------- | ----------------- | ---------------- | ----------- | ----------- | --------------------- |
| 9 | 1         | Der perfekte Mord | 8. März 2019     | Thomas Jahn | Thomas Jahn | 3,80 Mio. (12,5 % MA) |
| Nach dem Familienurlaub findet Familie Krüger eine Leiche in ihrer Badewanne. Die Polizei tappt im Dunkeln, bis Professor T. eine Nachricht vom Mörder bekommt und ahnt, dass einer seiner Studenten sich an ihm rächen will. Während der Ermittlungen wird T. immer wieder von inneren Kämpfen mit seinen eigenen Dämonen abgelenkt, die ihn plötzlich heimsuchen. Unterdessen richtet sich im Kommissariat der neue Chef und Rabes Nachfolger Simon Zander ein. |           |                   |                  |             |             |                       |
| 10 | 2         | Hikikomori        | 15. März 2019    | Thomas Jahn | Thomas Jahn | 3,11 Mio. (10,0 % MA) |
| T. wurde in eine psychiatrische Klinik gebracht. Seitdem ist er nicht aus den Kämpfen in seinem Kopf erwacht und sitzt bewegungslos in einem Rollstuhl. Die Kommissare müssen daher bei der Aufklärung des Mordes an einem Abteilungsleiter einer Versicherung auf seine Hilfe verzichten. Auch Debbie, die in der Versicherung arbeitet, scheint neben der Spur zu sein, da sie sich an die Mordnacht nicht erinnern kann. Zu Daniel Winters Entsetzen wird seine Verlobte verdächtigt und vorläufig festgenommen. Christian Fröhlich, der Familienanwalt von T. und seiner Mutter, kann Christina dazu bewegen, T. in der Klinik zu besuchen. |           |                   |                  |             |             |                       |
| 11 | 3         | Lügen             | 22. März 2019    | Thomas Jahn | Thomas Jahn | 3,26 Mio. (10,5 % MA) |
| Eine Studentin der Kernphysik bricht mit akuter Strahlenkrankheit tot in Professor T.s Büro zusammen. T. weiß sofort, dass es sich um einen Mord und nicht um einen atomaren Unfall handelt. Privat setzt er sich mit seiner Vergangenheit und dem Todesfall seines Vaters auseinander. Er ist sich sicher, dass seine Mutter ihm etwas verheimlicht. Anneliese und Daniel suchen nach ihren Schicksalsschlägen Halt bei dem jeweils anderen und auch T. und Christina kommen sich ungewöhnlich nahe. |           |                   |                  |             |             |                       |
| 12 | 4         | Mörder            | 29. März 2019    | Thomas Jahn | Thomas Jahn | 3,14 Mio. (10,4 % MA) |
| Professor T. hilft den Kommissaren, den Mord an einem Neonazi aufzuklären. Im Gegenzug bekommt er Unterstützung von Rechtsmedizinerin Nina Lehmann bei seinen eigenen Ermittlungen im Todesfall seines Vaters. Nach all den Jahren kann T. das Rätsel um den Tod Birger Sander Thalheims endlich lösen. Annelieses ungutes Gefühl in Bezug auf Simon Zander wird immer stärker. Da sie mit ihrem Verdacht allein dasteht, ermittelt sie auf eigene Faust. |           |                   |                  |             |             |                       |

### Staffel 4
Mitte September 2019 gab das ZDF die Verlängerung um eine vierte und zugleich letzte Staffel aus 4 Episoden bekannt. Die Ausstrahlung erfolgte ab dem 15. Mai 2020. Seit dem 8. Mai 2020 sind alle Folgen der 4. Staffel vorab in der ZDFmediathek abrufbar.
| Nr. (ges.) | Nr. (St.) | Originaltitel    | Erstausstrahlung | Regie       | Drehbuch    |
| --- | --------- | ---------------- | ---------------- | ----------- | ----------- |
| 13 | 1         | Die Zeugin       | 15. Mai 2020     | Thomas Jahn | Thomas Jahn |
| Nachdem ihr durch den Türspion in den Kopf geschossen wurde, scheint den Kommissaren eine Identifizierung der Leiche einer jungen Frau kaum möglich. Doch dann taucht Karoline Gerber auf: Die Freundin der Toten ist die Kronzeugin beim Mordprozess gegen den Drogenboss Ezequiel Morales. Sollte der Schuss Karoline treffen und ist sie noch in Gefahr? Professor T. ist verschwunden und kann nur mithilfe von Ingrid Schneider aufgespürt werden. Mit der Zeugin auf dem Beifahrersitz fährt Daniel Winter los, um T nach Köln zurückzuholen. Für die zwielichtigen Geschäfte von Ezequiel Morales interessiert sich auch Hauptkommissar Simon Zander, der dem Drogenboss kurzerhand einen Besuch im Gefängnis abstattet. |           |                  |                  |             |             |
| 14 | 2         | Mütter           | 22. Mai 2020     | Thomas Jahn | Thomas Jahn |
| Zwischen Ratten und dem Abfall der Stadt wird auf der Müllhalde die Leiche der Galeristin Sophia Gruber gefunden. Ihr Sohn Hans Gruber ist für Professor T. kein Fremder. Damals auf dem Internat haben sich die beiden ein Zimmer und die Gewaltfantasien an ihren Müttern geteilt. Doch das ist lange her und natürlich kein Grund für den Professor sich zu duzen. Persönlich geht es T großartig. Von allem befreit, möchte er seine Zukunft mit Christina planen. Parallel zum aktuellen Fall versucht Daniel Winter den Mord an seiner Kollegin Anneliese Deckert aufzuklären und macht mit T.s Hilfe bei der Ermittlung große Schritte vorwärts.                                                                         |           |                  |                  |             |             |
| 15 | 3         | Mathilde Möhring | 29. Mai 2020     | Thomas Jahn | Thomas Jahn |
| Der stadtbekannte Kölner Boulevard-Journalist Kai Schilling wurde ermordet und Professor T. zählt zur langen Liste möglicher Verdächtiger: auch er wurde Opfer des Reporters und als „Mörder-Professor“ zum Stadtgespräch. Darunter leidet vor allem Mutter Martha, die Jasper vor der unliebsamen Presse schützen möchte. Und was hatte Familienanwalt Christian Fröhlich mit dem Toten zu tun? Daniel Winter und Professor T. kommen mit ihren Ermittlungen im Mordfall Anneliese Deckert immer weiter und Hauptkommissar Simon Zander auf die Schliche. |           |                  |                  |             |             |
| 16 | 4         | Christina        | 5. Juni 2020     | Thomas Jahn | Thomas Jahn |
| Christina wurde schwer verletzt und blutüberströmt von Daniel Winter ins Krankenhaus gebracht. Sofort machen sich die Kommissare und Professor T. an die Arbeit, um das schreckliche Verbrechen aufzuklären. Am Tatort stellen sie fest: Christina muss den Schützen gekannt und ihm vertraut haben. Jasper Thalheim weiß, dass Christina alte Fälle bearbeitet hatte. Zuletzt hatte sie sich mit einem Banküberfall, der Ungereimtheiten aufwies, beschäftigt. Ist Christina mit ihren Ermittlungen jemandem zu nahegekommen? Professor T. lässt nichts unversucht, diese Tat aufzuklären und deckt dabei das erschreckende Geheimnis eines nahestehenden Menschen auf.                                                        |           |                  |                  |             |             |

## Rezeption
Matthias Hannemann erinnert die Hauptfigur der Fernsehserie in seiner Besprechung für die FAZ an Adrian Monk aus der US-amerikanischen Fernsehserie Monk. Auch an die Fernsehserien Dr. House und Sherlock sieht er sie angelehnt und meint, dass die von Lucie Heinze und Matthias Matschke verkörperten Hauptfiguren, die Kommissarin Anneliese Decker und Professor T., das Zeug hätten, „für das ZDF zu werden, was die Tatort-Helden aus Münster für die ARD sind, Identifikationsfiguren mit Humorpotential“.
Uwe Mantel von DWDL bezeichnet die Titelfigur der Fernsehserie als „Mischung aus Dr. House und Monk“.

## Veröffentlichung
Bisher sind die ersten beiden Staffeln auf DVD und Blu-ray erschienen, die Staffeln 3 und 4 auf DVD.

## Filmset

### Büro des Polizeipräsidiums

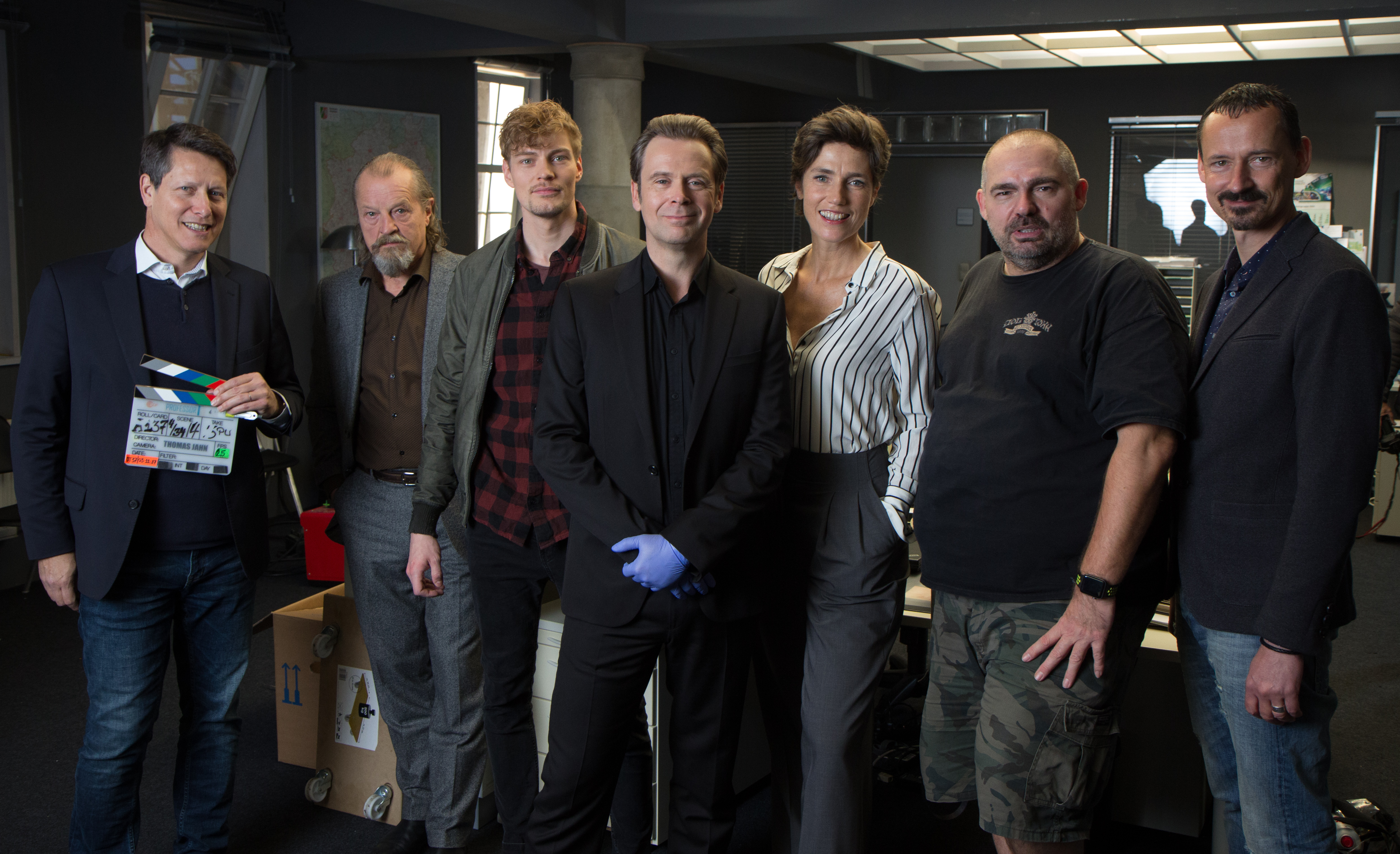
v. l. n. r.: Produzent Sam Davis, die Darsteller Paul Faßnacht, Helgi Schmid, Matthias Matschke und Julia Bremermann, Regisseur Thomas Jahn sowie der verantwortliche ZDF-Redakteur Matthias Pfeifer
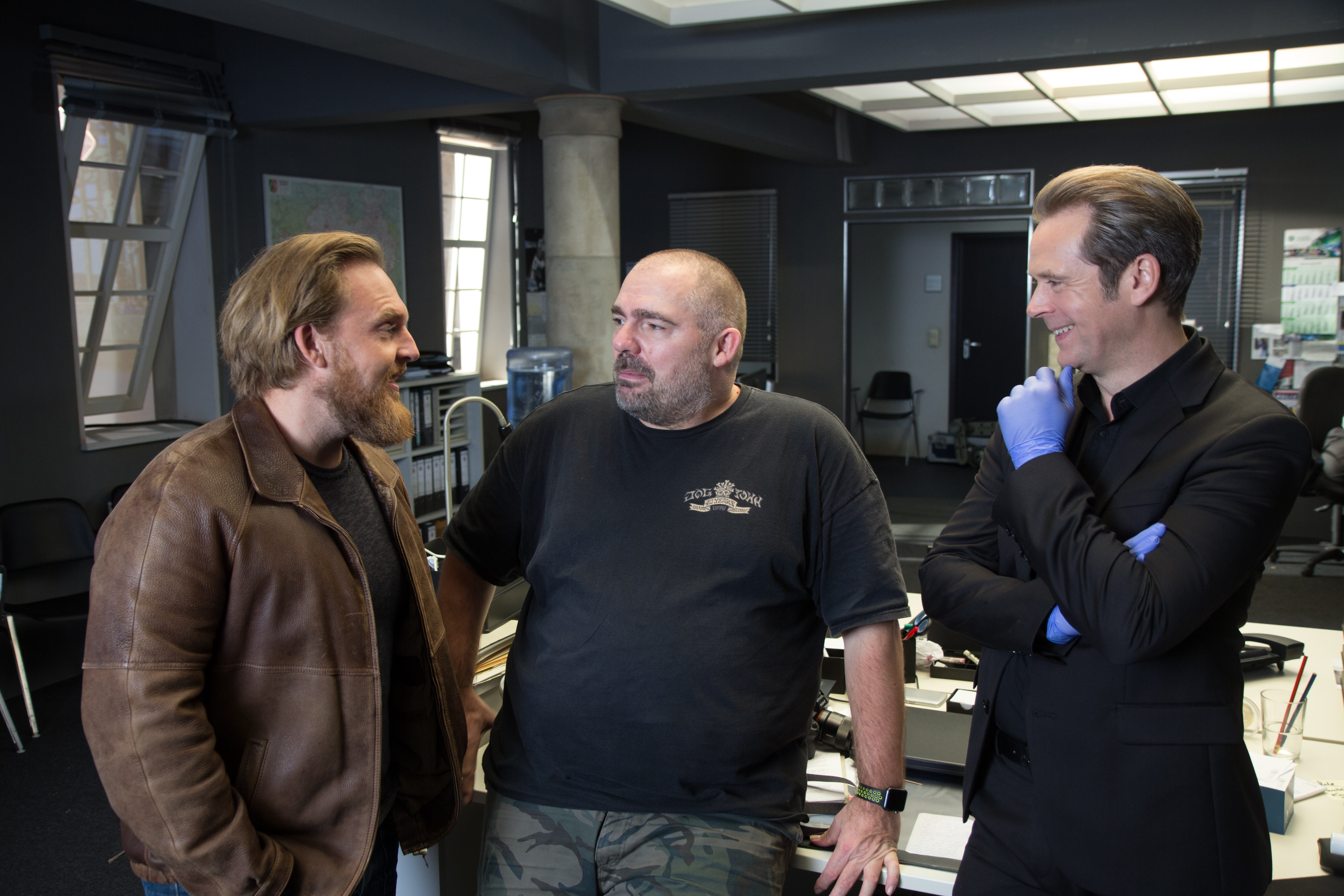
v. l. n. r.: Schauspieler Axel Stein, Regisseur Thomas Jahn und Darsteller Matthias Matschke

### Weitere Bereiche des Filmsets

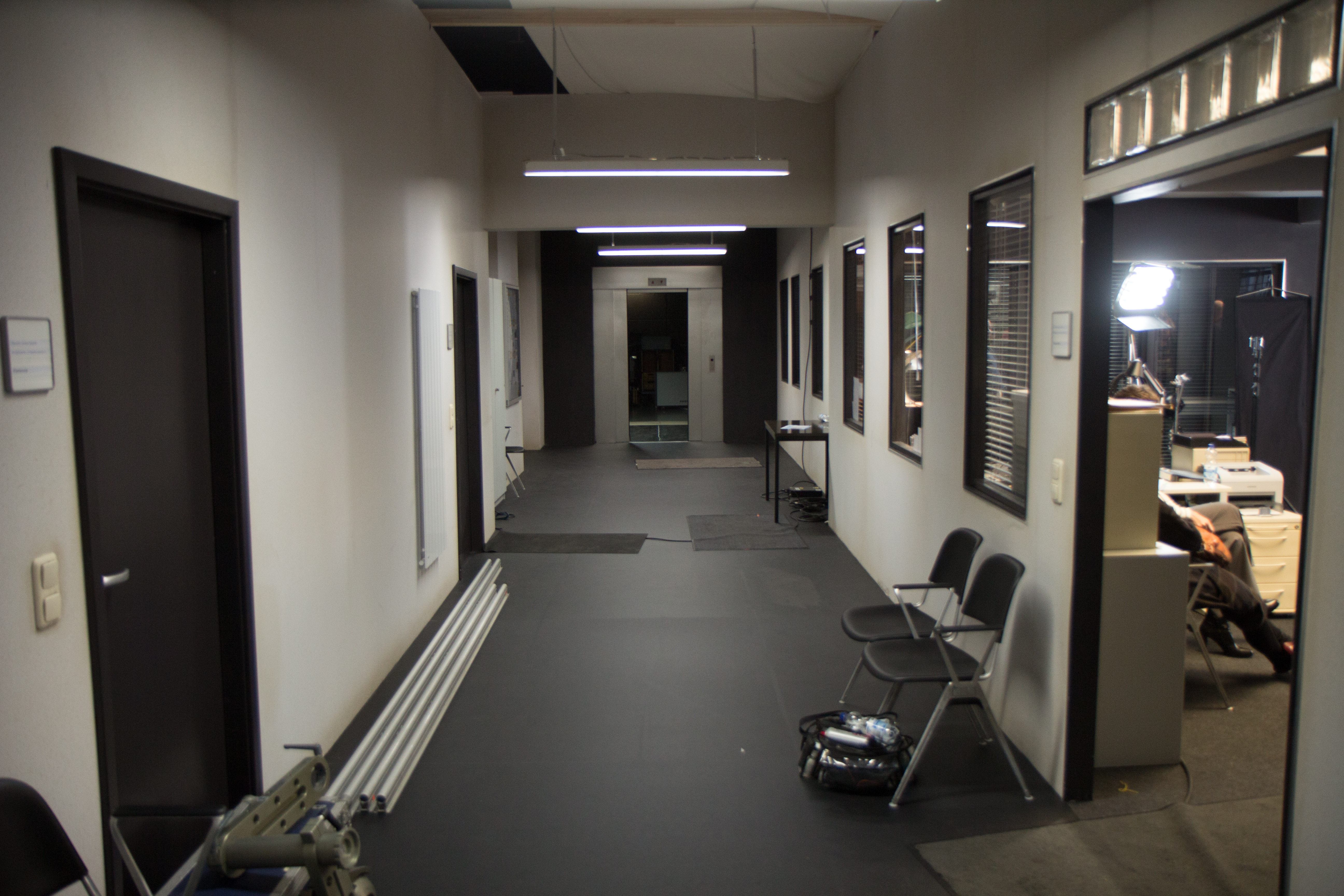
Blick in den Flur im Polizeipräsidium
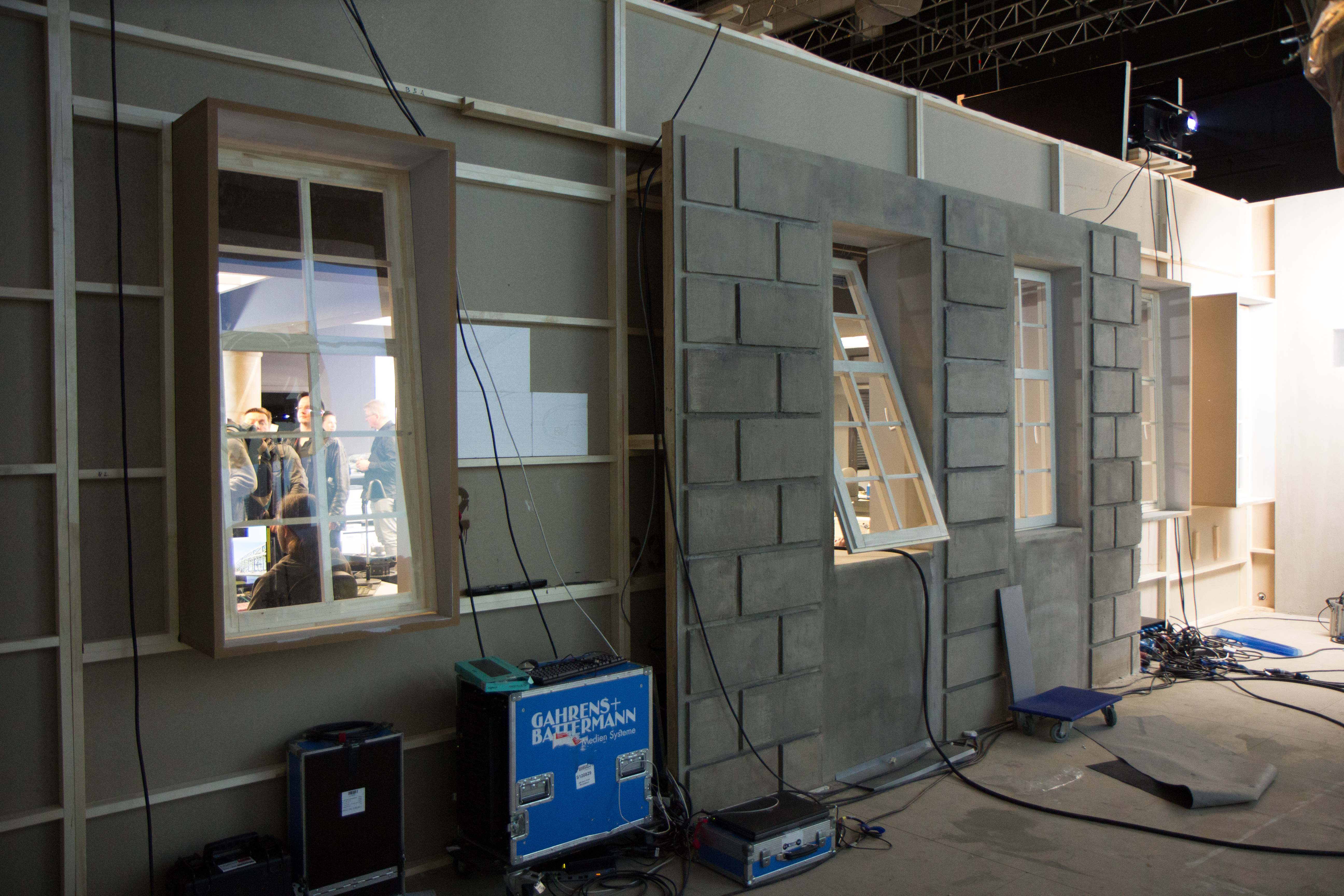
Blick von außen ins Polizeipräsidium
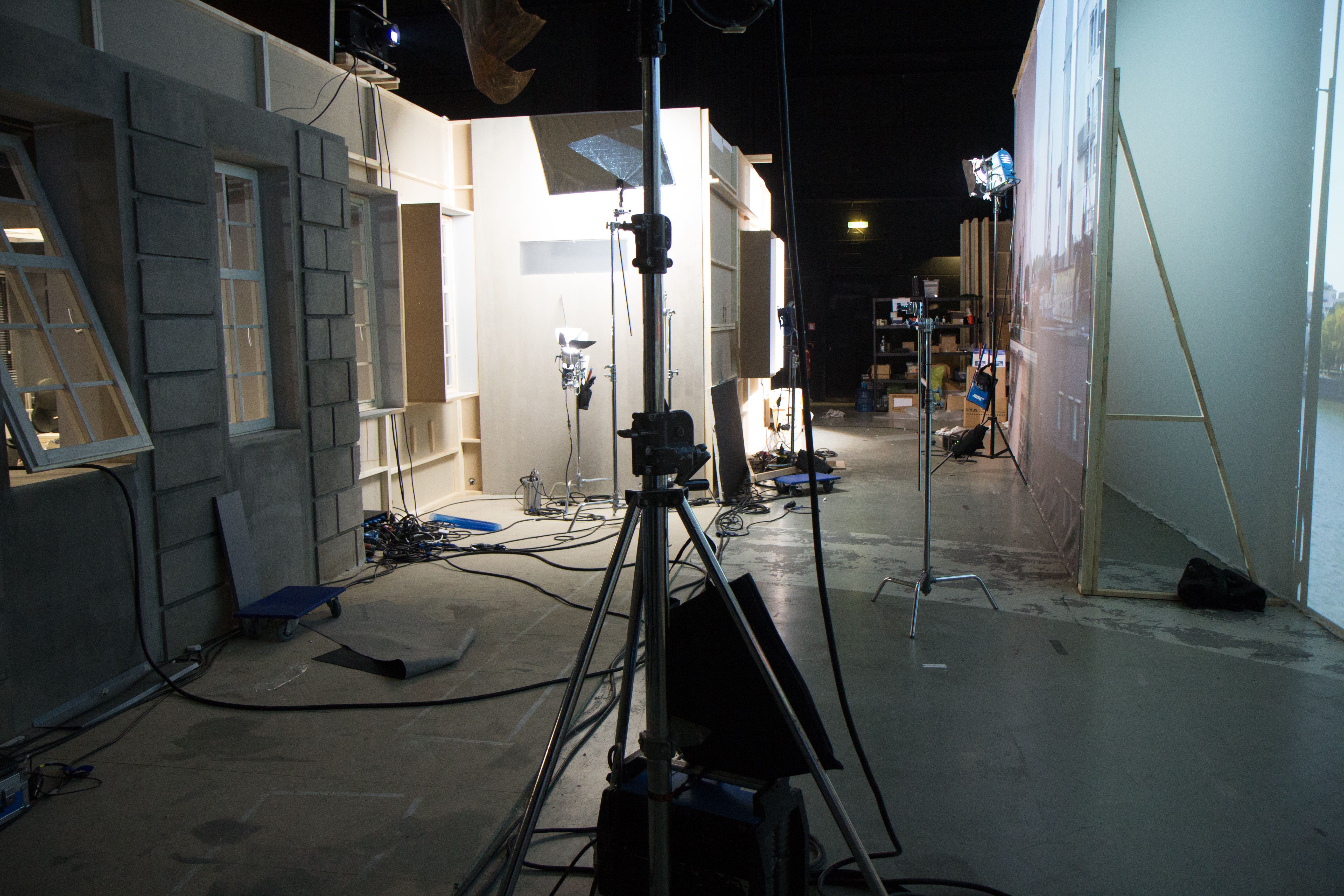
Hinter den Kulissen